# Aston-on-Trent
 (mars 2023).
Pour les articles homonymes, voir Aston.
Aston-on-Trent est une paroisse civile et un village du Derbyshire, en Angleterre.